# Quello bonanima
Commedia teatrale in tre atti scritta da Ugo Palmerini. Ripresa televisiva del 30 dicembre 1958 a cura di Vittorio Brignole.

## Trama
Faustin Caviggia è un tranquillo e bonario pensionato genovese, costretto da un po' di tempo a vivere suo malgrado in uno sperduto paesino dell'entroterra ligure, dove non c'è verso di trovare un altro gentiluomo con cui scambiare qualche battuta e come unico svago passa le sue giornate alla ricerca di funghi su per i monti del circondario. 
Oltretutto è anche costretto a sopportare una situazione famigliare deprimente. Ha una moglie e una figlia, che da circa un anno è rimasta vedova del beneamato marito Giulio (personaggio che non compare fisicamente, ma solo nei dialoghi e nei numerosi quadri appesi alle pareti). 
Quest'ultimo era un apprezzato consulente finanziario, che aveva tenuto in amministrazione anche gli interessi dell'amico di famiglia Bacciccin e di sua moglie Zaira. Per parte sua invece aveva in poco tempo accumulato una ingente quantità di debiti e giunto alla disperazione, per questo si era tolto la vita. 
La figlia Lea e la moglie Albina, ancora in strettissimo lutto per il tragico evento sono confortate dall'affetto degli amici Bacciccin e di sua moglie, nonché della anziana domestica Filomena, che non perdono occasione per ricordare il defunto Giulio, presente in tutti i quadri appesi alle pareti, con sommo disappunto di Faustin che lo detesta, costretto anche a ripianare una parte dei debiti del genero, quando ancora era in vita.
La monotona tristezza si affievolisce quando inaspettatamente arriva in visita con l'automobile il nipote Carlin, residente in Costa Azzurra, che non vedevano da circa 10 anni. Oltre a qualche regalo per la zia e la cugina, Carlin solleva anche un pochino il morale di Faustin, con la prospettiva di una festosa gita a Viareggio in automobile. 
Mentre Lea a zia Albina non sono entusiaste di questa sorpresa. A tavola la situazione precipita e Lea se ne và nella sua camera piangendo, mentre la moglie Albina rinfaccia a Faustin di aver portato in tavola i funghi da lui raccolti, che erano la passione di Giulio. 
Alla fine la gita a Viareggio sfuma, apparentemente per un gran mal di testa sofferto da Lea, ma in realtà causato dal complotto messo in piedi dal Signor Bacciccin e la domestica Filomena, spiati senza essere vista da Santinna che poi racconta il fatto a Faustin. Carlin indignato per le insinuazioni a sproposito sul suo conto, decide di rivelare particolari poco edificanti di cui è venuto a conoscenza sul conto del Signor Giulio. 
Viene fuori che il marito di Lea aveva una amante e per quest'ultima aveva contratto tutti i debiti che lo avevano portato al tragico gesto. Anche Lea e sua madre vengono messe al corrente della novità e prima sorprese e poi indignate, fanno sparire dalle pareti tutti i quadri di quello bonanima. 
In questo frangente Faustin riceve la visita del Signor Roncagliolo, ricco commerciante genovese con un emporio di mobili ben avviato, che vorrebbe acquistare per se e la sua malaticcia moglie la villa di Faustin con tutti gli annessi. Il Signor Roncagliolo ha un modo molto astruso, sgrammaticato e spesso incomprensibile di esprimersi. Comunque dopo aver visitato quello che lui definisce 'il maniero' e aver chiacchierato un po' con Faustin e Carlin a tavola davanti ad una bottiglia di buon vino, si accordano per l'acquisto della villa con una piccola riduzione sul prezzo. 
Il Signor Roncagliolo, prima di andarsene, si incuriosisce quando nota appoggiato sul pavimento della stanza uno dei quadri raffiguranti il povero Giulio, ora rinnegato. Riconosce alla fine il cliente che ha acquistato e ammobiliato un lussuoso appartamento che si viene a scoprire essere destinato all'uso della sua amante (che Giulio faceva credere essere sua sorella), ma che altri non era che Zaira, l'amica di famiglia e moglie del Signor Bacciccin. Questo fatto viene svelato anche a Lea e Albina, insieme al fatto di aver venduto la villa al Signor Roncagliolo. 
Velatamente, Faustin fa intendere al Signor Baffico (tornato da Milano con la "grande notizia" di aver avuto il permesso, da parte degli eredi di una famiglia del posto, di avere a disposizione per Albina una tomba accanto a quella del marito)   la necessità di doversi recare all'Ufficio anagrafe comunale, per cambiare il suo cognome da Baffico a Beccafico ma nonostante tutto questo non capisce le allusioni e scappa via dicendo "povero Giulio!"
Faustin è soddisfatto e molto contento di vedere in prospettiva una nuova vita lontano dalla prigionia a cui era costretto suo malgrado.